# Johann Friedrich Klotzsch (Botaniker)

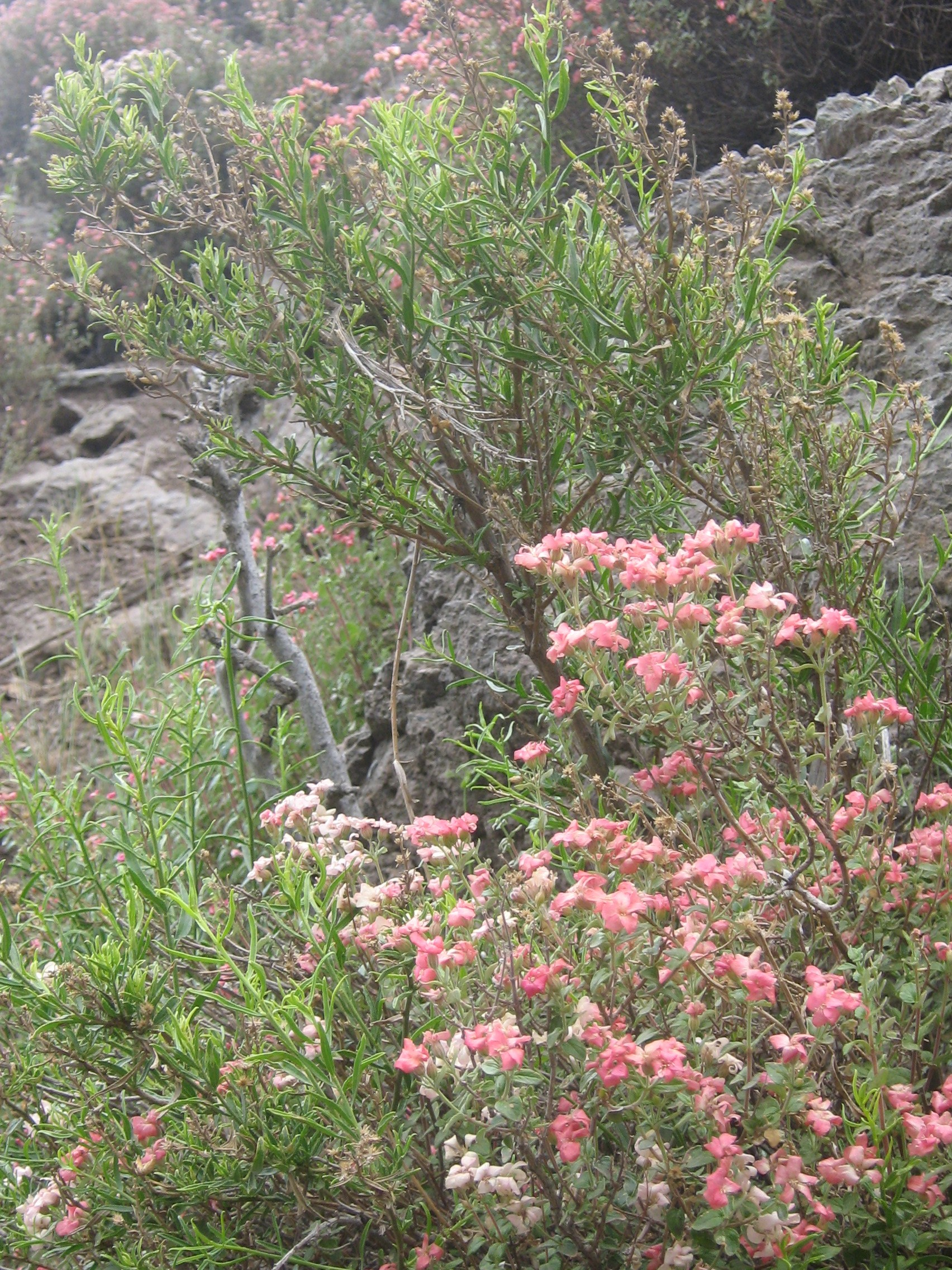
Vivianiaceae Klotzsch

Johann Friedrich Klotzsch (* 9. Juni 1805 in Wittenberg; † 5. November 1860 in Berlin) war ein deutscher Botaniker, Apotheker und Arzt. Sein offizielles botanisches Autorenkürzel lautet „Klotzsch“.

## Leben
Klotzsch wurde als Sohn des Wittenberger Kürschnermeisters Johann Friedrich Klotzsch geboren. Nachdem er in seiner Vaterstadt die Schule besucht hatte und Privatunterricht genossen hatte, begann er mit 14 Jahren eine Lehre als Apotheker in Düben. Zur Fortsetzung seiner pharmakologischen und botanischen Studien begab er sich nach Berlin und arbeitete von 1830 bis 1832 an den Royal Botanic Gardens in Kew. Hier wurde er von William Jackson Hooker mit der Aufsicht über dessen Herbarium betraut und konnte von diesem viel lernen. 1832 ging er nach Berlin, beschäftigte sich mit medizinischen Studien und wurde 1834 an das Königliche Herbarium als Assistent des damaligen Leiters berufen.
Er ordnete und bestimmte während dieser Zeit besonders Pilze. Von Reisen nach Sachsen, Böhmen, Österreich, die Steiermark und Ungarn, brachte er Pflanzen mit und bereicherte die Sammlung. Nachdem er zum Doktor promoviert wurde, rückte er 1838 als Kustos des Botanischen Museums Berlin und somit als Leiter desselben nach. Im Jahr 1841 wurde er zum Mitglied der Leopoldina gewählt, 1851 wurde er ordentliches Mitglied der Berliner Akademie der Wissenschaften und wenige Wochen vor seinem Tode am 13. September 1860 Titularprofessor.
Von ihm stammen zahlreiche Aufsätze und monographische Bearbeitungen verschiedener Pflanzen und Pflanzenfamilien. Er betätigte sich in der angewandten Botanik. Zudem hat er andere Werke herausgegeben, diese fortgesetzt und verschiedene Autoren mit Artikeln bei Büchern unterstützt. Klotzsch hat sich zu seiner Zeit wesentlich an der Weiterentwicklung des Botanischen Museums Berlin beteiligt.

## Ehrungen
Nach ihm wurde die Pflanzengattung Klotzschia Cham. & Schltdl. aus der Familie der Doldenblütler (Apiaceae) benannt.

## Werke (Auswahl)
- Mycologische Berichtigungen zu der nachgelassenen Sowerbyschen Sammlung, so wie zu den wenigen im Linné’schen Herbarium vorhandenen Pilzen, nebst Aufstellung einer auslänischen Gattungen und Arten. In: Linnaea. Nr. 7, 1832, S. 193–203 (Digitalisat).
- Herbarium vivum mycologicum sistens fungorum per totam Germaniam crescentium collectionem perfectam. Berlin 1832.
- Pflanzen-Abbildungen und -beschreibungen zur Erkenntnis officineller Gewächse. Hrsg. von Friedrich Guimpel. A. Hayn, Berlin 1838–1839.
- mit August Garcke: Die botanischen Ergebnisse der Reise … des Prinzen Waldemar zu Preußen in den Jahren 1845 und 1846. Verlag der Königlichen Geheimen Ober-Hofbuchdruckerei, Berlin 1862 (Volltext in der Google-Buchsuche).
- Begoniaceen-Gattungen und Arten. Abhandlungen der Königl. Akademie der Wissenschaften, Nicolaische Buchhandlung, Berlin 1855 (Volltext in der Google-Buchsuche).
- Über Pistia. Druck: Königl. Akademie der Wissenschaften, Berlin 1852 (Volltext in der Google-Buchsuche).
- Pflanzenbastarde und Mischlinge, sowie deren Nutzanwendung. Druck: Königl. Akademie der Wissenschaften, Berlin 1854.
- Philipp Schönleins botanischer Nachlass auf Cap Palmas. Abhandlungen der Königl. Akademie der Wissenschaften, Berlin 1857 (Volltext in der Google-Buchsuche).
- Über die Abstammung der im Handel vorkommenden Rothen Chinarinde. Gedruckt in der Königl. Akademie der Wissenschaften, Berlin 1858 (Volltext in der Google-Buchsuche).
- Die Aristolochiaceen des Berliner Herbariums. Gedruckt in der Königl. Akademie der Wissenschaften, Berlin 1859 (Volltext in der Google-Buchsuche).
- Linnés natürliche Pflanzenklasse Tricoccae des Berliner Herbariums im Allgemeinen und die natürliche Ordnung Euphorbiaceae insbesondere (= Auszug aus dem Monatsbericht der Königl. Akademie der Wissenschaften zu Berlin, März 1859). Gedruckt in der Buchdruckerei der Königl. Akademie der Wissenschaften, Berlin 1860 (Volltext in der Google-Buchsuche).

als Mitherausgeber:
- mit Heinrich Friedrich Link und Christoph Friedrich Otto: Icones plantarum rariorum horti Regii Botanici Berolinensis – Abbildungen seltener Pflanzen des Königlichen Botanischen Gartens zu Berlin. 2 Bände. Band 1: Veit und Co. Berlin 1841, und Band 2: Nicolaische Buchhandlung, Berlin 1844. (hathitrust.org)